# Tiko

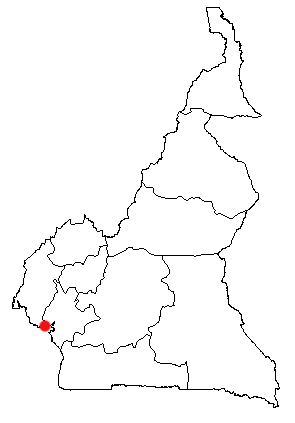
Tikos läge i Kamerun.

Tiko är en stad i sydvästra Kamerun. Folkmängden uppgick till 60 796 invånare vid folkräkningen 2005. Tiko är ett populärt turistmål, och är även en industristad med bland annat CDC (Cameroon Development Co-operation) som tillverkar gummi-, banan- och palmolja.